# كوتليا (جنس)
كوتليا هو جنس صغير من النباتات المعمرة من عائلة الزنجبيلة، توجد في جبال الهيمالايا الشرقية عبر الصين وفيتنام. يتكون من نوعين من النباتات الاستوائية والمعتدلة على ارتفاعات عالية، تزرع كنباتات الزينة المزهرة.